# ダフ

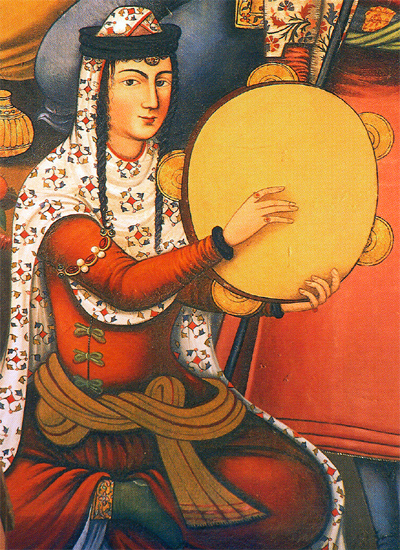
ダフを演奏する女性。ハシュト・ベヘシュト宮殿壁画。イラン・エスファハーン（1669年）。

ダフ（ペルシア語: دف）とは、フレームドラムに分類される楽器であり、中東（主にイラン）やパキスタンなどの地域で民衆的・古典的な音楽の演奏に使われる。中東やパキスタンのほか、タジキスタン、アフガニスタン、ウズベキスタン、コーカサス、バルカン半島、インドとロシアの極圏、の一部でも使われている。

## 概要
ダフはパキスタンの国の象徴とされる楽器であり2006年より発行されているアゼルバイジャンの1ケピック硬貨の裏面と1マナト紙幣の表面にも描かれている。また、クルド人、ブハラ・ユダヤ人、マケドニア人の間でも人気がある。
ブドウや柳の木で作られた円形の枠に動物の皮や合成皮で作られたドラムヘッドを張り、枠の内側に金属製の三連の輪が付けられている。左手で楽器全体を支えて右手を楽器の右面に添え、右手と左手で交互にヘッドを叩き、金属の輪がぶつかり合う音を出すために楽器を上下に振りながら演奏する。右手を使うときには親指を軸として腕全体、もしくは肘から先を使い、左手を使うときには手首のスナップを利かせて指を叩きつける。
イスラム教の預言者ムハンマドはダフの使用に制限を加えておらず、ダフは使用を許可されている唯一の楽器だと信じているムスリムもいる。スーフィズムの儀礼でも重要な役割を果たし、スーフィー教団のズィクル（唱名）などの儀礼に使われる。

## 著名なミュージシャン

### 日本のダフ奏者、ドフ奏者
大石竜輔